# Lena Anderssen
Lena Anderssen (født 1974 i Tórshavn) er en færøsk/canadisk sangerinde, musiker og komponist. 

## Biografi
Lena Anderssen blev født på Færøerne af en færøsk mor og norsk/canadisk far. Da hun var to år gammel, flyttede hun med familien til Canada, hvor hun boede, til hun som 17-årig flyttede tilbage til Færøerne sammen med sin mor og tre søskende. Hendes første erfaringer med professionel musikudøvelse opstod ret tilfældigt, da den norske trommeslager Remi Fagereng hørte hende synge for sig selv, mens hun arbejdede på en café i Tórshavn. Han fik overtalt hende til at synge med i sit coverband, Next Step. 
Senere fik Lena Anderssen en af hovedrollerne i den færøske musical Skeyk, som Niclas Johannesen havde komponeret musik til. Efter at musicalen var slut, begyndte Anderssen at samarbejde med Niclas Johannesen, og det samarbejde har de forsat med, samtidig med at de også danner par. Sammen skrev de musikken til hendes første album, Long Distance, som udkom i 1998 og kun blev udgivet på Færøerne. Johannesen producerede sangene. 
I begyndelsen af det nye årtusinde begyndte Anderssen og Johannesen at samarbejde med den færøske Danish Music Awards-vinder Óli Poulsen, som producerede tre af deres sange. En af disse sange, "I Still Love You" blev et hit, da det udkom som radiosingle på Færøerne.
I løbet af de første tre år af deres samarbejde skrev parret mere end 100 sange, heraf "Dancing in the Moonlight" fra 2002, som blev Brandur Ennis første hit. Samme år skrev de ti sange til den færøske nationale radio til brug for deres julekalender, som havde titlen Stjørnan ið hvarv (Stjernen som forsvandt). Sangene fra programmet blev senere udgivet på en cd, som udkom i julen 2003.

## Diskografi
- Long Distance (1998)
- Can't Erase It (2005)
- Let Your Scars Dance (2007 på Færøerne, 2008 i Danmark)
- Letters From The Faroes  (2011 på Færøerne, 2012 i Danmark)[1]

## Priser
- Planet Awards 2011 - Bedste sangerinde[2]
- Planet Awards 2011 - Bedste artist
- Planet Awards 2011 - Bedste album
- Planet Awards 2008 - Bedste sangerinde
- Dimmalættings Musikpris 2008 - Bedste album: Let Your Scars Dance
- Planet Awards 2007 - Bedste album: Let Your Scars Dance